# 이바노 보르돈
이바노 보르돈(이탈리아어: Ivano Bordon iˈvaːno borˈdon; -ˈdɔn[*], 베네토주 마르게라 ~)은 이탈리아의 전직 프로 축구 선수로, 현역 시절 골키퍼로 활약했다. 현역 시절 이탈리아의 당대 최고 골키퍼로 꼽힌 그는 몇몇 이탈리아 구단에서 성공적으로 활약했다. 국제 대회에서, 그는 주로 디노 초프의 후보 골키퍼였고, 1982년 월드컵의 우승을 거둔 선수단 일원이었으며, 1978년 월드컵과 유로 1980에도 선수단에 발탁되었다.
은퇴 후, 그는 마르첼로 리피를 보좌하여 유벤투스와 이탈리아 국가대표팀에서 골키퍼 코치로서 성과를 냈다.

## 클럽 경력
보르돈은 베네치아의 마르게라 항 출신이다. 1966년, 그는 인테르나치오날레의 유소년부에 합류해 4년 후에 1군 신고식을 치렀다. 그는 주로 인테르나치오날레 소속으로 1970년부터 1983년까지 활약하며 흑청 군단(Nerazzurri) 소속으로 388번의 경기에 출전했다. 그는 처음에 리도 비에리의 후보 수문장이었지만, 이후 선수단의 주전으로 도약했고, 1970-71 시즌과 1979-80 시즌에 2번의 세리에 A 우승을 거두었고, 코파 이탈리아도 2번 우승했다. 그는 인테르나치오날레에서 1972년 유러피언컵 결승전에 진출했지만, 요한 크라위프가 버티는 아약스에 막혀 준우승에 만족해야 했다. 1979-80 시즌, 그는 686분 동안 무실점으로 틀어막으며 구단의 세리에 A 역대 최장 시간 무실점 기록을 세웠다.
그는 이후 1983년부터 1986년까지 삼프도리아에서 활약하며 1985년에 코파 이탈리아를 들어올렸다. 그는 산레메세(1987년)와 브레시아(1987년-1989년)에서 말년을 보낸 뒤 은퇴했다.

## 국가대표팀 경력
국가대표팀에서 보르돈은 1978년부터 1984년까지 이탈리아 국가대표팀 경기에 21번 출전했고, 3번의 주요 대회에 이탈리아 선수단에서 디노 초프의 후보 골키퍼로 참가했다. 그는 이탈리아를 대표로 1978년 월드컵(이탈리아는 이 대회 2차 조별 리그에 진출했고, 대회를 4위로 마감했다), 유로 1980(이탈리아는 이 대회에서 조별 리그를 2위로 마감하고, 4위의 성적을 냈다), 그리고 1982년 월드컵에 참가했고, 후자의 대회를 우승한 선수단의 일원이었다.

## 감독 경력
축구화를 벗은 보르돈은 골키퍼 코치로 활동했다. 그는 솔비아테세, 우디네세에서 활동하다가 마르첼로 리피와 오랜 기간 동행하게 되었다.
1994년, 보르돈은 유벤투스에서 리피 감독을 보좌하며 안젤로 페루치 골키퍼의 능력 향상에 힘썼다. 그는 유벤투스에서 리피와 함께 1999년까지 머무르며 3번의 세리에 A 우승(이후 2001년에 복귀해 2번 더 우승)과 1번의 챔피언스리그를 포함해 많은 트로피를 들어올렸다. 1999년, 보르돈은 리피를 따라 인테르나치오날레로 복귀했는데, 리피가 2년차 시즌 초에 경질되었지만, 그는 남은 기간 동안 구단에 남아 계속 활동했다. 이후 보르돈은 리피와 재회하여 유벤투스와 이탈리아 국가대표팀에서 기술진으로 동행하며 2006년 월드컵 우승의 조연이 되었다.

## 경기 방식
당대 이탈리아 최고의 수문장으로 꼽힌 보르돈은 차분한 선수로, 특유의 차분함, 집중력, 위치 선정, 그리고 반응 속도로 정평이 났다. 그는 민첩함 덕에 총알(Pallottolla)이라는 별명이 붙었다.

## 수상
인테르나치오날레
- 세리에 A: 1970–71, 1979–80
- 코파 이탈리아: 1977–78, 1981–82

삼프도리아
- 코파 이탈리아: 1984–85

이탈리아
- 월드컵: 1982

개인
- 인테르나치오날레 명예의 전당: 2022[7]